# Сантос Лоренсо да Силва, Эдерсон Жозе дос
Э́дерсон Жозе́ дос Са́нтос Лоре́нсо да Си́лва (порт.-браз. Éderson José dos Santos Lourenço da Silva); родился 7 июля 1999 года, Кампу-Гранди) — бразильский футболист, полузащитник итальянского клуба «Аталанта» и сборной Бразилии.

## Клубная карьера
Эдерсон — воспитанник клуба «Деспортиво Бразил». В 2017 году он дебютировал за основной состав команды. В 2018 году Эдерсон на правах аренды перешёл в «Крузейро». 6 сентября в матче против «Ботафого» он дебютировал в бразильской Серии A. По окончании срока аренды клуб выкупил его трансфер. 20 октября 2019 года в поединке против «Коринтианс» Эдерсон забил свой первый гол за «Крузейро».
Перестал посещать тренировки «Крузейро» 9 января 2020 года, подав против своего клуба в суд с требованием о расторжении контракта. 20 февраля 2020 года, после нескольких дней переговоров, «Коринтианс» объявил, что подписал со спортсменом контракт на 5 лет.

## Достижения

### Командные
«Аталанта»
- Победитель Лиги Европы УЕФА: 2023/24